# Mäßigung

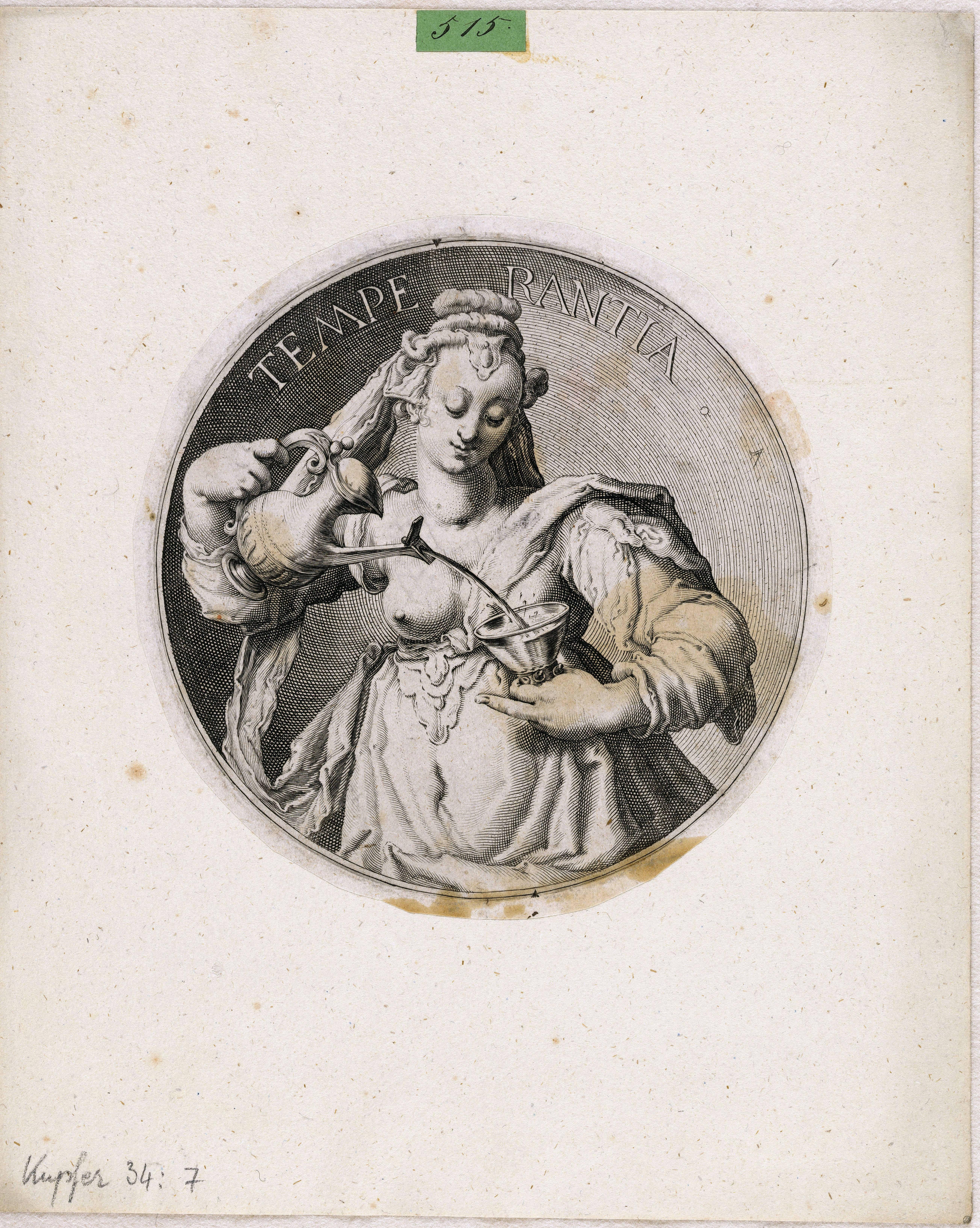
Temperantia von Jacques de Gheyn, 1587, Quelle: Staats- und Universitätsbibliothek Hamburg

Die Mäßigung oder das Maß bzw. die Maße, die Mäßigkeit (altgriechisch σωφροσύνη sōphrosýne, lateinisch temperantia) ist eine der vier platonischen Kardinaltugenden.

## Terminologie

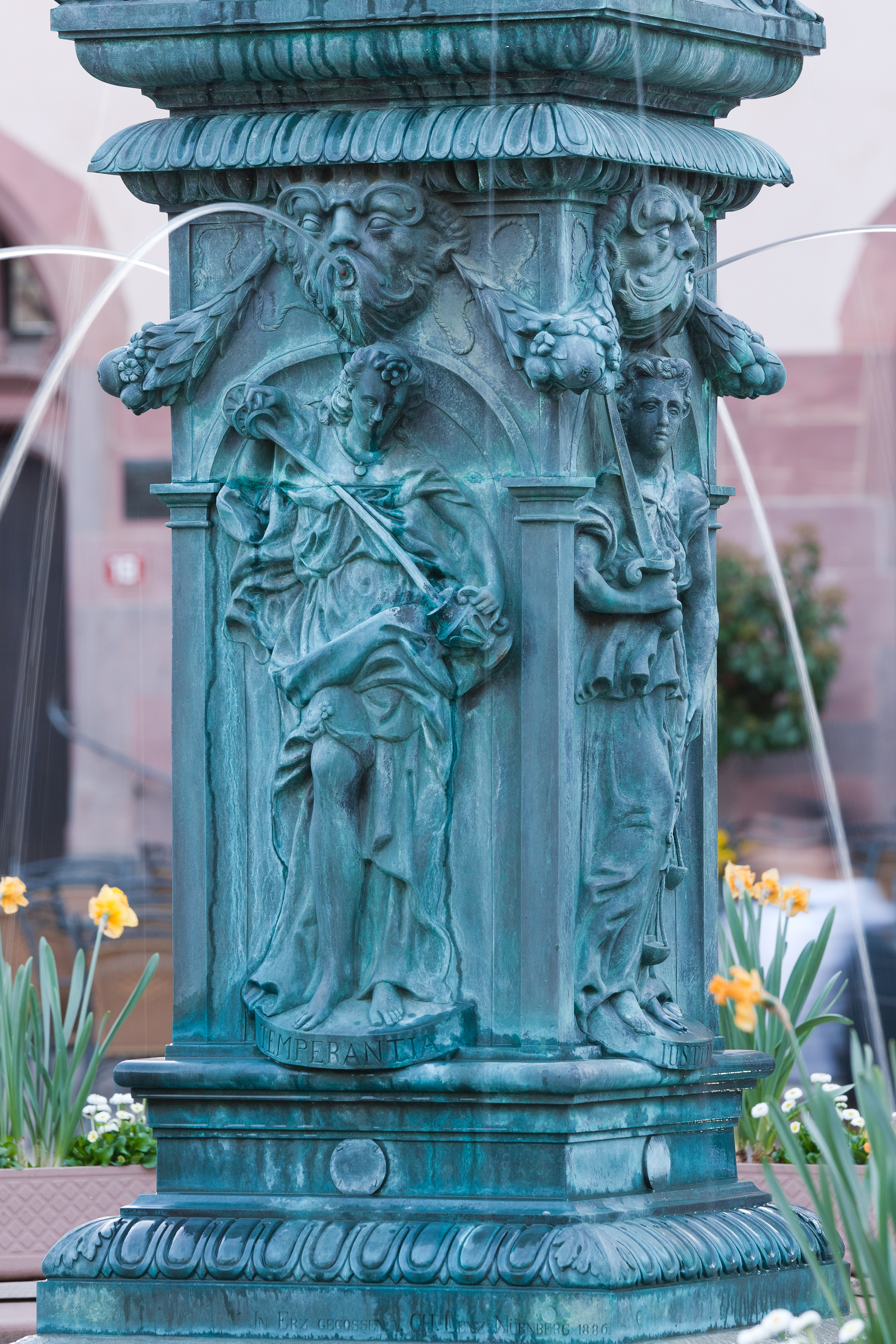
Temperantia-Darstellung, Gerechtigkeitsbrunnen (Frankfurt am Main)

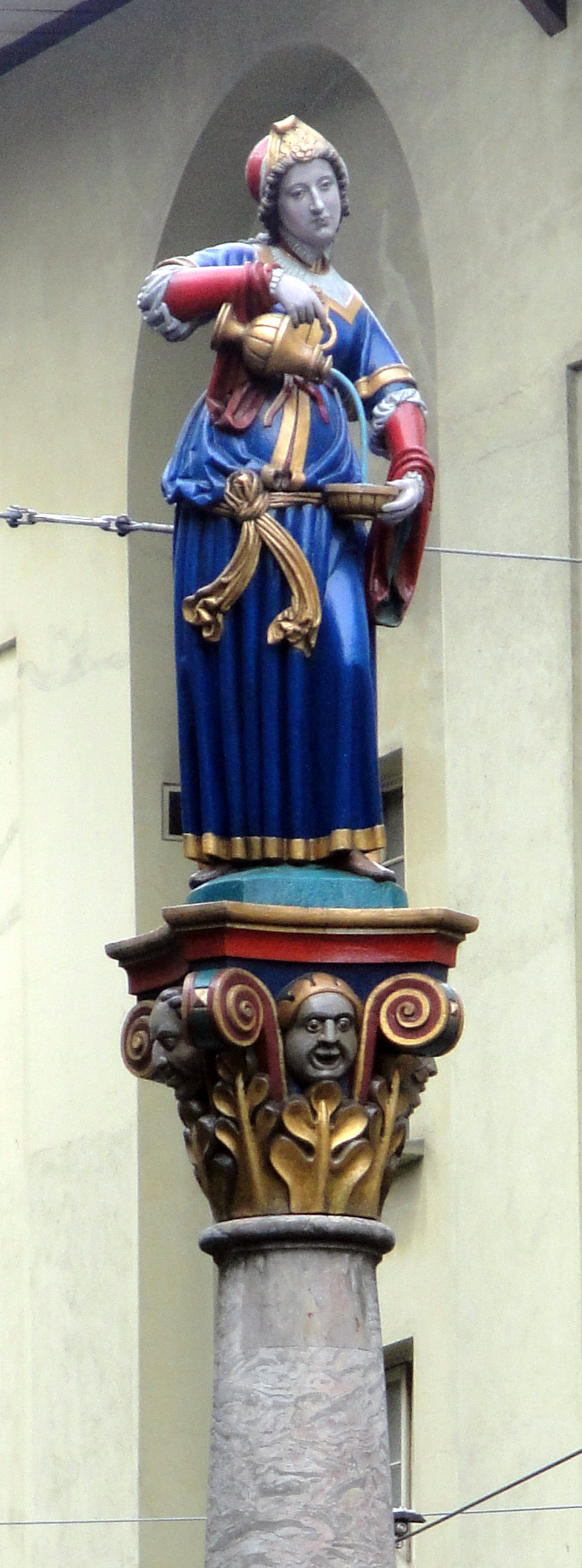
Temperantia-Darstellung, Anna-Seiler-Brunnen, Bern

Der von Platon in die Tugendethik eingeführte griechische Ausdruck σωφροσύνη sophrosyne wurde im Lateinischen mit temperantia (und auch moderatio) übersetzt.
Im Deutschen hat sich keine einheitliche Übersetzung von sophrosyne bzw. temperantia herausgebildet, so dass sich verschiedene Namen mit unterschiedlichen Bedeutungen und Konnotationen finden. Die deutsche Sprache hat kein geeignetes Wort, um „auch nur einigermaßen den Kern und den Umfang des Begriffes temperantia widerzuspiegeln“.
Sophrosyne wird im Deutschen direkt unter anderem mit „Besonnenheit“, „Mäßigkeit“ oder „Beherrschung“ übersetzt. Temperantia als Übersetzung von sophrosyne kommt von temperare, dessen erster Sinn sein soll, „aus verschiedenartigen Teilen ein einiges geordnetes Ganzes fügen“ (vergleiche auch englisch temperance).
Dies betont Josef Pieper, um den bejahenden und ganzheitlichen Sinn der Tugend herauszustellen.
Im Deutschen konkurrieren die Ausdrücke „Besonnenheit“ (Olof Gigon), „Beherrschung“ (Nicolai Hartmann), „Selbstbeherrschung“ (Hügli), „Maß“ bzw. „Tugend des Maßes“, „Maßhaltung“ (Arthur F. Utz), „Mäßigkeit“, „Mäßigung“, „Zucht und Maß“ (Josef Pieper) bzw. „Tugend von Zucht und Maß“. Nicolai Hartmann hält durch die Übersetzung mit „Besonnenheit“ die Tugend der sophrosyne „ins falsche Licht gerückt“ und zieht den Ausdruck „Beherrschung“ vor. Dieser hat sich aber nicht durchgesetzt. Josef Pieper hält der Übersetzung mit „Mäßigung“ entgegen, dass dieser Ausdruck in einer zu großen Nähe zum Zorn (Mäßigung des Zorns) als bloßer Teilaspekt, eine „fatale […] Nachbarschaft mit der Angst vor jeglichem Überschwang“ und einen „verneinenden Klang“ und Assoziationen wie „Einschränkung, […], Zurückdämmung, […], Zügelung“ mit sich führe. Pieper schlägt stattdessen „Zucht und Maß“ vor, hat sich damit aber kaum durchgesetzt.

## Positionen

### Platon
Platon postulierte drei Seelenteile (Vernunft, Mut, Begierde) und ordnete jedem Seelenteil eine bestimmte Tugend zu (Vernunft – Weisheit; Mut – Tapferkeit; Begierde [Begehren] – sophrosyne, Besonnenheit/Mäßigung). Diesen drei Tugenden war bei Platon die Gerechtigkeit übergeordnet. Für Platon war die sophrosyne „das harmonische Zusammenspiel zwischen den verschiedenen Ebenen der Seele, genauer zwischen Begierde, Mut und Vernunft“.

### Aristoteles
Bei Aristoteles ist die sophrosyne die Mitte (Mesotes) – im Sinn eines Optimums – hinsichtlich der Lust (hedoné): sie steht zwischen Empfindungslosigkeit (Stumpfheit) und Zügellosigkeit (Unmäßigkeit, Zuchtlosigkeit). Das Mitte-Halten ist hier, genau wie in Bezug auf den Mut in der Tapferkeit, das Ziel ethischen Verhaltens.

### Judentum
Das Wort »Zedek« (Gerechtigkeit) kommt im 5. Buch Mose 18-mal vor, das Wort »Mischpat« (Recht) 48-mal. Gerechtigkeit ist ein zentrales Anliegen. Es beinhaltet das Streben, das auserwählte Volk zu bleiben. Daher sind viele jüdische Bürger Anwälte geworden.

### Christentum
Das Christentum hat sich in seinem Gedankengut stark an die antike Philosophie angelehnt und die Mäßigungsphilosophie der Stoiker in die christliche Ethik übernommen. Mäßigung wird nicht nur als Verzicht verstanden. Die richtige Balance zu finden ist wichtig.

## Wichtigkeit
In der Antike galt und in der christlichen Tugendethik gilt die Mäßigung als eine grundlegende menschliche Tugend. Die genaue Bedeutung hängt von dem zugrundegelegten Menschenbild ab. Sie gilt einerseits als bloße „Mindestanforderung“, die dem Charakter eine „moralische[.] Grundlage“ verleihe. Fehle sie, bestehe im Ethos eines Menschen aber „eine Lücke“.
Im Mittelalter sieht Hildegard von Bingen im rechten Maß (lateinisch discretio) die „Mutter aller Tugenden“.
Anderenorts wird betont, dass „Zucht“ nicht mit der Sittlichkeit überhaupt gleichgesetzt werden dürfe.

## Zitate
- Die Mäßigung ist jene sittliche Tugend, welche die Neigung zu verschiedenen Vergnügungen zügelt und im Gebrauch geschaffener Güter das rechte Maß einhalten läßt. (Katechismus der Katholischen Kirche, Nr. 1809.)
- Aus Mäßigkeit entspringt ein reines Glück. (Johann Wolfgang von Goethe, Die natürliche Tochter, 1803. 2. Akt, 5. Szene, Hofmeisterin zu Eugenie)
- Eher alltagssprachlich weise: „Das Maß halten“, statt zu zerreden etc.